# Hjertetyven
Hjertetyven è un cortometraggio muto del 1917, diretto da Lau Lauritzen Sr.. Il film è uscito in Finlandia il 10 settembre 1917

## Trama
La danzatrice Elva Marja, star del circuito teatrale, snobba il suo facoltoso ammiratore Henry Corner, anche quando costui provoca il tutto esaurito in una sua rappresentazione per aver comprato tutti i biglietti.
Altre persone sono interessate a Elva, in particolare il ladro di appartamenti Søren Svup, che si introduce surrettiziamente nell'abitazione della ballerina con intenti delittuosi. Henry, che si era appostato nei pressi della casa del suo idolo, riesce a sventare il furto.